# Torneo de Estocolmo 2009
El Torneo de Estocolmo es un evento de tenis que se disputa en Estocolmo, Suecia,  se juega entre el 17 de octubre y el 25 de octubre de 2009.

## Campeones
- Individuales masculinos:  Marcos Baghdatis derrota a   Olivier Rochus, 6-1, 7-5

- Dobles masculinos:  Bruno Soares /  Kevin Ullyett  derrotan a  Simon Aspelin /  Paul Hanley, 6-4, 7-6(4)